# 圣多纳廷主教座堂

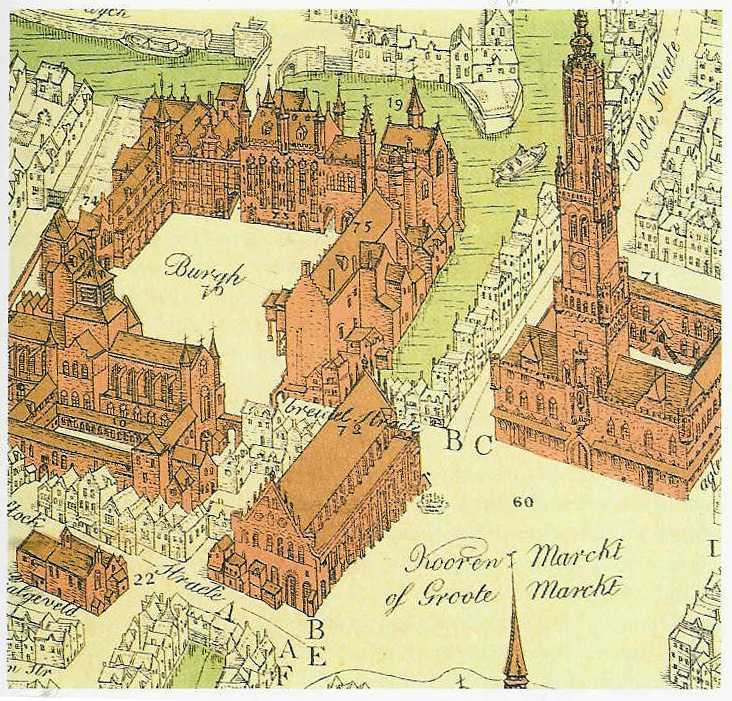
圣多纳廷主教座堂

圣多纳廷主教座堂（荷蘭語：Sint-Donaaskathedraal）曾是一座罗马天主教主教座堂，位于比利时布鲁日的主要广场城堡广场，曾是布鲁日最大的教堂。主教座堂被毁于1799年法国大革命期间，天主教布鲁日教区解散。

## 历史
圣多纳廷教堂由佛兰德斯伯爵阿努尔夫一世建于950年, 以收藏870年修士们从托尔豪特带到布鲁日的圣多纳廷遗骨，为罗曼式建筑风格。有一个八角形主体建筑，带有塔楼和16边的迴廊。这座建筑座落在城堡广场，与市政厅相对。1562年首任布鲁日主教就职后，圣多纳廷教堂成为一座主教座堂 。圣多纳廷主教座堂于1799年被法兰西第一共和国的占领军摧毁。圣多纳廷主教座堂的旧址现在是皇冠假日酒店。主教座堂的地基在1955年被发掘，在酒店的地下室可见到。

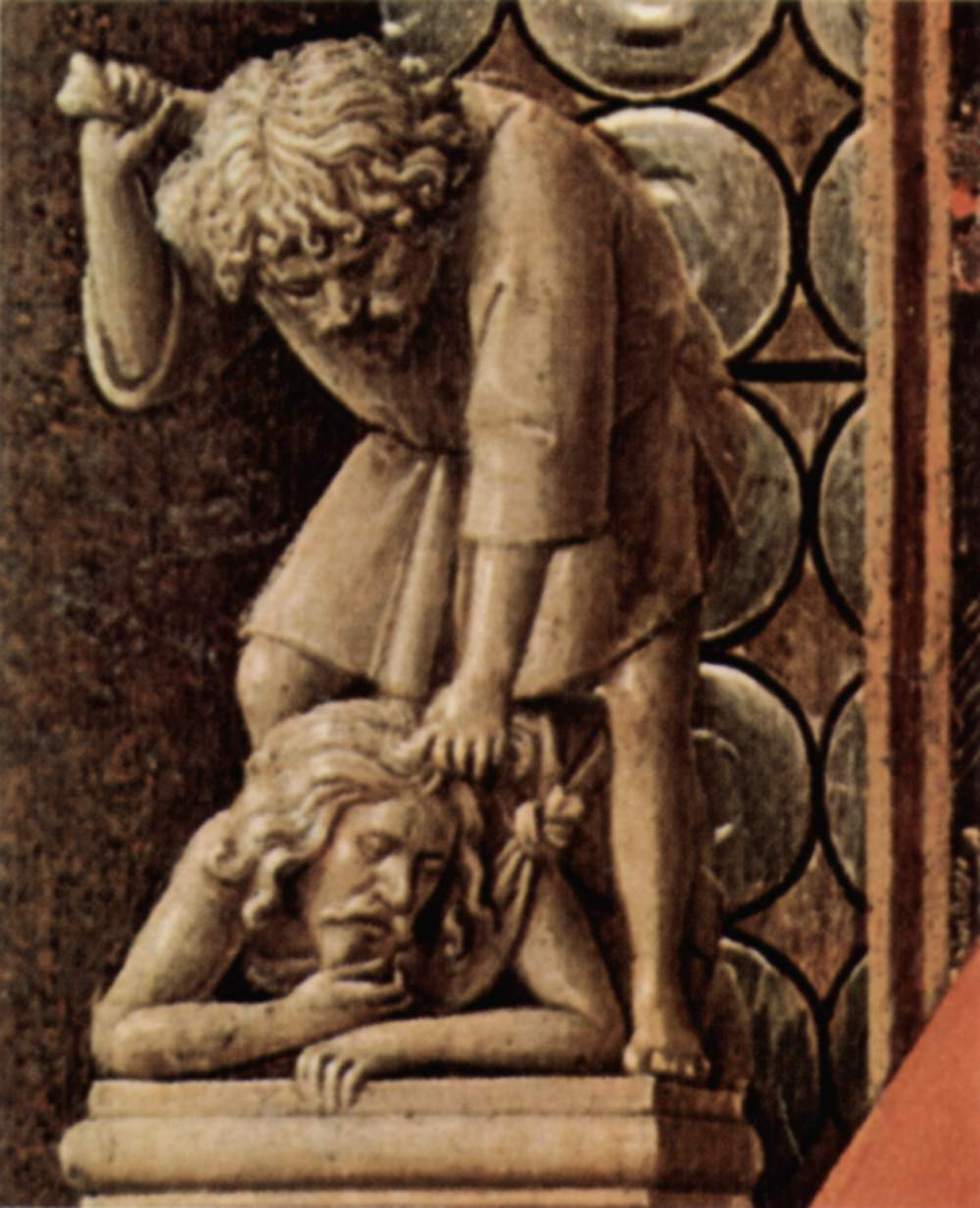

- 1127年3月2日[5]，佛兰德斯伯爵查理一世在圣多纳廷教堂遭暗杀[2][4]。
- 揚·范·艾克的画作《聖母与卡農》(1436)也描绘圣多纳廷[6][7]，作为教堂的祭坛画[7] [note 2] 揚·范·艾克本人也在1441年安葬在圣多纳廷教堂[4]。